# 植木義晴
植木 義晴（うえき よしはる、1952年（昭和27年）9月16日 - ）は、日本の実業家、操縦士、元俳優、元日本航空株式会社会長。

## 来歴
京都府出身。父は昭和期の剣戟映画の大スターであった俳優の片岡千恵蔵 で、千恵蔵が49歳の時に生まれた子である。5人兄弟の4番目。実兄に植木基晴、実姉に女優の植木千恵がいる。1956年からの3年間、『黒田騒動』(1956)『赤穂浪士 天の巻 地の巻』(1956)『大菩薩峠 第二部』(1958)『大菩薩峠 完結篇』(1959）など子役としての映画出演もあるが、演技でうまく泣けなかった時に、千恵蔵から頬を叩かれたのをきっかけに俳優を辞めた。
京都教育大学附属高等学校卒業後、慶應義塾大学法学部を1年で中退し航空大学校に入学。1975年（昭和50年）に航空大学校を卒業し、操縦士として日本航空に入社。1994年（平成6年）にDC-10の機長となり、以後、17年間を機長として乗務した。
2008年（平成20年）6月にはジェイエア代表取締役副社長に就任（出向）。以後、JALの執行役員に就任するまでボンバルディア CRJ200の機長を務める。
2010年（平成22年）に日本航空が経営破綻した後、当時の会長の稲盛和夫の下、同年に執行役員運航本部長に就任。2012年（平成24年）2月15日の臨時株主総会にて取締役に選任され、その後開催された取締役会で代表取締役社長に就任した。「情の植木」と呼ばれて求心力があり、敵を作らない親分肌の人柄が評価されての起用だった。
2018年1月24日、同年4月1日をもって代表取締役社⻑執⾏役員から代表取締役会⻑に異動する人事が発表された。2018年4月1日付けで、常務執⾏役員整備本部⻑およびJALエンジニアリング代表取締役社⻑の赤坂祐二が新社長に就任し、現取締役会⻑の大⻄賢は会⻑を退任して取締役となる。同年6月、レジオンドヌール勲章シュヴァリエを受章。
2020年4月1日、代表権が外れ取締役会長となった。
2024年4月1日、日本航空会長を退任。6月18日の同社株主総会で取締役を退任した。
6月27日、東映の定時株主総会およびその後の取締役会にて同社の社外取締役として選任された。
2025年6月19日、日本航空協会の会長に就任。

## 人物
- 日本航空では初となる「機長出身の社長」である[4]。「パイロットの資格を持つ航空会社の社長」としては、他にスカイマークの西久保愼一の例があるが「定期便の機長出身の社長」という意味では、国内大手航空会社で初めての例となる（定期便機長出身の社長としては他に日本トランスオーシャン航空の社長を務めた巌祥夫の例がある[14][15]）。
- 先述の通り機長出身の社長であり、元機長としてエアバスA350 XWBの導入に主導的な役割を果たした[16]。

## テレビ出演
- 日経スペシャル カンブリア宮殿 日本航空は再び大空を舞うか？！（2012年6月28日、テレビ東京）[17]